# Cromfil·lita
La cromfil·lita és un mineral de la classe dels silicats, que pertany al grup de la mica. El nom fa al·lusió a la composició i a l'exfoliació micàcia (del grec "φύλλον", phyllos, per a fulla).

## Característiques
La cromfil·lita és un silicat de fórmula química K(Cr,Al)₂(AlSi₃O10)(OH,F)₂. Cristal·litza en el sistema monoclínic. La seva duresa a l'escala de Mohs és 3. És l'anàleg amb cromi de la moscovita i la roscoelita.
Segons la classificació de Nickel-Strunz pertany a «09.EC - Fil·losilicats amb plans de mica, compostos per xarxes tetraèdriques i octaèdriques» juntament amb els següents minerals: minnesotaïta, talc, wil·lemseïta, ferripirofil·lita, pirofil·lita, boromoscovita, celadonita, txernikhita, montdorita, moscovita, nanpingita, paragonita, roscoelita, tobelita, aluminoceladonita, ferroaluminoceladonita, ferroceladonita, cromceladonita, tainiolita, ganterita, annita, ephesita, hendricksita, masutomilita, norrishita, flogopita, polilitionita, preiswerkita, siderofil·lita, tetraferriflogopita, fluorotetraferriflogopita, wonesita, eastonita, tetraferriannita, trilitionita, fluorannita, xirokxinita, shirozulita, sokolovaïta, aspidolita, fluoroflogopita, suhailita, yangzhumingita, orlovita, oxiflogopita, brammal·lita, margarita, anandita, bityita, clintonita, kinoshitalita, ferrokinoshitalita, oxikinoshitalita, fluorokinoshitalita, beidel·lita, kurumsakita, montmoril·lonita, nontronita, volkonskoïta, yakhontovita, hectorita, saponita, sauconita, spadaïta, stevensita, swinefordita, zincsilita, ferrosaponita, vermiculita, baileyclor, chamosita, clinoclor, cookeïta, franklinfurnaceïta, gonyerita, nimita, ortochamosita, pennantita, sudoïta, donbassita, glagolevita, borocookeïta, aliettita, corrensita, dozyïta, hidrobiotita, karpinskita, kulkeïta, lunijianlaïta, rectorita, saliotita, tosudita, brinrobertsita, macaulayita, burckhardtita, ferrisurita, surita, niksergievita i kegelita.
L'exemplar que va servir per a determinar l'espècie, el que es coneix com a material tipus, es troba conservat al Museu Mineralògic Fersmann, de l'Acadèmia de Ciències de Rússia, a Moscou (Rússia).

## Formació i jaciments
Va ser descoberta a la Kaber's pit, a la vall del riu Pokhabikha, dins l'àrea del llac Baikal (óblast d'Irkutsk, Rússia). També ha estat descrita a la mina Srednyaya Padma (República de Carèlia, Rússia), a la mina Bong (comtat de Bong, Libèria), al mont Kokšín (Regió de Plzeň, República Txeca), i al dipòsit d'urani de Matoush (Quebec, Canadà).